# ダノンプラチナ
ダノンプラチナ（英：Danon Platina）は、日本中央競馬会 (JRA) に登録されていた競走馬。おもな勝ち鞍は2014年の朝日杯フューチュリティステークス(GI)、2015年の富士ステークス。

## 戦績

### 2014年
9月6日の札幌競馬場芝1500m新馬戦でデビュー、前を行くダイトウキョウを捉えきれず2着に敗れた。続く未勝利戦、ベゴニア賞（500万条件）と連勝し、抽選を突破して朝日杯フューチュリティステークスへ出走。最後の直線で一気に脚を伸ばして先頭に立つと、後方から追い込んできた人気薄のアルマワイオリを3/4馬身抑えて優勝した。本馬にとっては重賞・GI初勝利。また、鞍上の蛯名正義は同一コースである1週前の阪神ジュベナイルフィリーズに続く2歳GI2連勝、関東馬およびディープインパクト産駒にとっても阪神JF優勝馬ショウナンアデラに続く2歳GI2連勝となった。

### 2015年
2015年はスプリングステークスから始動し勝利したキタサンブラックから3/4馬身差の3着に敗れた 。続いて迎えた皐月賞では勝ち馬ドゥラメンテから1.3秒離された11着と敗れ、春シーズンを休養した  。秋初戦は富士ステークスから始動しスタートで寄られて後方からの競馬となるがそこから上がり3ハロン32.8秒の脚を使って全馬をまとめて捉え半年の休み明けを勝利で飾った。このあと、香港に遠征し12月の香港マイルに出走したが7着に終わった。

### 2016年
2016年は東京新聞杯から始動したがスマートレイアーの4着。その後、休養をはさんで9月の京成杯オータムハンデキャップは3着、連覇がかかった富士ステークスでも3着に敗れ、再び休養に入ることになる。

### 2017年
8月13日の関屋記念で復帰したが5着。このあと京成杯オータムハンデキャップに出走予定だったが左前挫跖のため出走取消となった。その後、11月のキャピタルステークスは8着に終わった。

### 2018年
2018年はニューイヤーステークスから始動。後方待機から直線で大外から豪快に差し切り、2015年富士ステークス以来2年3カ月ぶりとなる勝利を挙げる。続く東京新聞杯は11着と惨敗。そして6月20日付けでJRA競走馬登録を抹消、南アフリカ共和国で種牡馬入りした。

## 競走成績
以下の内容は、netkeiba.comおよびJBISサーチに基づく。
| 競走日     | 競馬場 | 競走名        | 格      | 距離 （馬場） | 頭 数 | 枠 番 | 馬 番 | オッズ （人気） | 着順 | タイム （上り3F） | 着差 | 騎手      | 斤量 [kg] | 1着馬（2着馬）         | 馬体重 [kg] |
| ---------- | ------ | ------------- | ------- | ------------- | ----- | ----- | ----- | --------------- | ---- | ----------------- | ---- | --------- | --------- | ---------------------- | ----------- |
| 2014.09.06 | 札幌   | 2歳新馬       |         | 芝1500m（良） | 14    | 5     | 8     | 001.70（1人）   | 02着 | R1:32.5（35.2）   | -0.2 | 0蛯名正義 | 54        | ダイトウキョウ         | 474         |
| 0000.10.13 | 東京   | 2歳未勝利     |         | 芝1600m（良） | 18    | 8     | 18    | 001.90（1人）   | 01着 | R1:35.5（34.3）   | -0.7 | 0蛯名正義 | 54        | （ムーンマジェスティ） | 462         |
| 0000.11.30 | 東京   | ベゴニア賞    | 500万下 | 芝1600m（良） | 13    | 7     | 11    | 002.30（1人）   | 01着 | R1:34.3（34.8）   | -0.5 | 0蛯名正義 | 54        | （ミッキーユニバース） | 466         |
| 0000.12.21 | 阪神   | 朝日杯FS      | GI      | 芝1600m（稍） | 18    | 1     | 2     | 004.60（1人）   | 01着 | 01:35.9（35.4）   | -0.1 | 0蛯名正義 | 54        | （アルマワイオリ）     | 472         |
| 2015.03.22 | 中山   | スプリングS   | GII     | 芝1800m（良） | 12    | 6     | 8     | 003.50（2人）   | 03着 | R1:49.2（34.0）   | -0.1 | 0蛯名正義 | 56        | キタサンブラック       | 472         |
| 0000.04.19 | 中山   | 皐月賞        | GI      | 芝2000m（良） | 15    | 8     | 15    | 010.30（5人）   | 11着 | R1:59.5（35.3）   | -1.3 | 0蛯名正義 | 57        | ドゥラメンテ           | 466         |
| 0000.10.24 | 東京   | 富士S         | GIII    | 芝1600m（良） | 16    | 2     | 3     | 009.90（4人）   | 01着 | R1:32.7（32.8）   | -0.0 | 0蛯名正義 | 54        | （サトノアラジン）     | 472         |
| 0000.12.13 | 沙田   | 香港マイル    | G1      | 芝1600m（G）  | 14    | 7     | 13    | 044.00（8人）   | 07着 | R1:34.37          | 0.45 | 0蛯名正義 | 56.5      | Maurice                | 479         |
| 2016.02.07 | 東京   | 東京新聞杯    | GIII    | 芝1600m（良） | 14    | 2     | 2     | 003.90（2人）   | 04着 | R1:34.6（33.0）   | -0.5 | 0蛯名正義 | 57        | スマートレイアー       | 488         |
| 0000.09.11 | 中山   | 京成杯AH      | GIII    | 芝1600m（良） | 15    | 3     | 5     | 005.70（2人）   | 03着 | R1:33.3（34.3）   | -0.3 | 0蛯名正義 | 58        | ロードクエスト         | 470         |
| 0000.10.22 | 東京   | 富士S         | GIII    | 芝1600m（良） | 11    | 2     | 2     | 005.20（2人）   | 03着 | R1:34.2（34.0）   | -0.2 | 0蛯名正義 | 57        | ヤングマンパワー       | 480         |
| 2017.08.13 | 新潟   | 関屋記念      | GIII    | 芝1600m（良） | 16    | 1     | 1     | 012.80（8人）   | 05着 | R1:32.5（33.0）   | -0.3 | 0蛯名正義 | 56        | マルターズアポジー     | 492         |
| 0000.09.10 | 中山   | 京成杯AH      | GIII    | 芝1600m（良） | 15    | 5     | 10    |                 | 取消 |                   |      | 0蛯名正義 | 58        | グランシルク           | 計不        |
| 0000.11.25 | 東京   | キャピタルS   | OP      | 芝1600m（良） | 18    | 5     | 10    | 008.00（5人）   | 08着 | R1:33.3（34.5）   | -0.7 | 0蛯名正義 | 56        | ダイワキャグニー       | 482         |
| 2018.01.14 | 中山   | ニューイヤーS | OP      | 芝1600m（良） | 10    | 6     | 6     | 002.00（1人）   | 01着 | R1:34.5（34.5）   | -0.2 | 0蛯名正義 | 57        | （シュウジ）           | 490         |
| 0000.02.04 | 東京   | 東京新聞杯    | GIII    | 芝1600m（良） | 16    | 5     | 10    | 012.60（7人）   | 11着 | R1:34.6（33.5）   | -0.5 | 0田辺裕信 | 56        | リスグラシュー         | 490         |

- 馬場状態：G=Good

## 血統表
| ダノンプラチナの血統              | ダノンプラチナの血統                                   | ダノンプラチナの血統               | （血統表の出典）                   | （血統表の出典） |
| 父系                              | サンデーサイレンス系（ヘイロー系）                     | サンデーサイレンス系（ヘイロー系） | サンデーサイレンス系（ヘイロー系） | [ § 2 ]          |
| 父 ディープインパクト 2002 鹿毛   | 父の父*サンデーサイレンス Sunday Silence 1986 青鹿毛   | Halo                               | Hail to Reason                     | Hail to Reason   |
| 父 ディープインパクト 2002 鹿毛   | 父の父*サンデーサイレンス Sunday Silence 1986 青鹿毛   | Halo                               | Cosmah                             |                  |
| 父 ディープインパクト 2002 鹿毛   | 父の父*サンデーサイレンス Sunday Silence 1986 青鹿毛   | Wishing Well                       | Understanding                      | Understanding    |
| 父 ディープインパクト 2002 鹿毛   | 父の父*サンデーサイレンス Sunday Silence 1986 青鹿毛   | Wishing Well                       | Mountain Flower                    |                  |
| 父 ディープインパクト 2002 鹿毛   | 父の母*ウインドインハーヘア Wind in Her Hair 1991 鹿毛 | Alzao                              | Lyphard                            | Lyphard          |
| 父 ディープインパクト 2002 鹿毛   | 父の母*ウインドインハーヘア Wind in Her Hair 1991 鹿毛 | Alzao                              | Lady Rebecca                       |                  |
| 父 ディープインパクト 2002 鹿毛   | 父の母*ウインドインハーヘア Wind in Her Hair 1991 鹿毛 | Burghclere                         | Busted                             | Busted           |
| 父 ディープインパクト 2002 鹿毛   | 父の母*ウインドインハーヘア Wind in Her Hair 1991 鹿毛 | Burghclere                         | Highclere                          |                  |
| 母 *バディーラ Badeelah 2008 芦毛 | 母の父Unbridled's Song 1993 芦毛                       | Unbridled                          | Fappiano                           | Fappiano         |
| 母 *バディーラ Badeelah 2008 芦毛 | 母の父Unbridled's Song 1993 芦毛                       | Unbridled                          | Gana Facil                         |                  |
| 母 *バディーラ Badeelah 2008 芦毛 | 母の父Unbridled's Song 1993 芦毛                       | Trolley Song                       | Caro                               | Caro             |
| 母 *バディーラ Badeelah 2008 芦毛 | 母の父Unbridled's Song 1993 芦毛                       | Trolley Song                       | Lucky Spell                        |                  |
| 母 *バディーラ Badeelah 2008 芦毛 | 母の母Magical Allure 1995 鹿毛                         | General Meeting                    | Seattle Slew                       | Seattle Slew     |
| 母 *バディーラ Badeelah 2008 芦毛 | 母の母Magical Allure 1995 鹿毛                         | General Meeting                    | Alydar's Promise                   |                  |
| 母 *バディーラ Badeelah 2008 芦毛 | 母の母Magical Allure 1995 鹿毛                         | Rare Lady                          | Never Bend                         | Never Bend       |
| 母 *バディーラ Badeelah 2008 芦毛 | 母の母Magical Allure 1995 鹿毛                         | Rare Lady                          | Double Agent                       |                  |
| 母系(F-No.)                       | (FN:18)                                                | (FN:18)                            | (FN:18)                            | [ § 3 ]          |
| 5代内の近親交配                   | なし                                                   | なし                               | なし                               | [ § 4 ]          |
| 出典                              | 1. 2. 3. 4.                                            | 1. 2. 3. 4.                        | 1. 2. 3. 4.                        | 1. 2. 3. 4.      |

- 母バディーラは不出走馬であり、本馬が初仔にあたる。祖母Magical Allureは1998年ラブレアステークス優勝馬。その半姉に繁殖牝馬のフローラルマジックがおり、そこから伸びる系統にはナリタトップロード、マツリダゴッホがいる。